# 赛格达声
深圳市赛格达声股份有限公司，证券简称：G深达声、证券代码：000007，曾用简称：深达声Ａ、ST达声。公司总股本1.44亿股（2006年2季度），总部位于中国深圳市福田区华强北路现代之窗大厦25楼，现任董事长为李成碧，总经理为蔡国麟。

## 历史沿革
公司前身为深圳市达声电子有限公司，1987年11月始进行股份制改组，1992年4月13日在深圳证券交易所上市交易，上市首日开盘价22元。2001年4月19日，因追溯调整导致最近两年连续亏损，最近一个会计年度股东权益低于注册资本，公司股票曾经被ST处理。

## 股权分置改革
2006年8月14日实施股权分置改革，公司用资本公积金向全体流通股股东每10股转增5.2股。